# Krigshovrätten
Krigshovrätten var en svensk domstol. Den var andra instans bland krigsdomstolarna och prövade mål som överklagats från regementskrigsrätterna. En sådan domstol hade funnits redan under 1600-talet. Den fick benämningen krigshovrätten 1791. Domstolen avskaffades 1949.

## Historia
Krigshovrättens förhistoria går tillbaka till Gustav II Adolfs regeringstid. Enligt 1621 års krigsartiklar inrättades en "Överste Krigsrätt i Fält". Denna betraktas som den första egentliga krigsdomstolen i Sverige. Riksmarsken var domstolens president och den bestod i övrigt av ett antal högre militärer. Liksom Svea hovrätt, som hade grundats 1614, utövade krigsrätten konungens domsrätt. Under Drottning Kristinas tid blev krigsrätten en del av Krigskollegium. Domstolen bestod då av kollegiets president som ordförande samt sex militära ledamöter och sex kollegieassessorer som bisittare. År 1683 inrättades en "General-Krigsrätt" för armén och en "Amiralitets-Rätt" för flottan. Dessa domstolar bestod enbart av militära ledamöter. Generalkrigsrättens ärenden flyttades 1774 tillbaka till Krigskollegium.
Genom en kungörelse av den 14 mars 1791 "angående en enda och allmän överdomstol i Stockholm för hela Kungl. Maj:ts Krigsmakt till lands och sjöss i Sverige och Finland" inrättades krigshovrätten. Rätten skulle bestå av minst sju ledamöter, varav sex militärer och en justitiarius. Krigshovrätten upphörde efter några år, men återupprättades 1797. Enligt 1798 års krigsartiklar skulle krigshovrätten vara militär överdomstol i fredstid, medan särskilda domstolar borde inrättas i krigstid: en generalkrigsrätt för lantarmén och överrätter för flottorna. År 1827 fick domstolens juristledamot titeln krigshovrättsråd.
Enligt kunglig förordningen om krigsdomstolar av den 11 juni 1868 skulle krigshovrätten vara andra domstol vid krigsmakten. Den skulle ha fem ledamöter förordnade av konungen: fyra militära ledamöter, varav en generalsperson som ordförande och tre regementsofficerare, bland dem minst en med överstes grad, samt en civil ledamot med titeln krigshovrättsråd. Särskild överkrigsrätt kunde inrättas för armé och flotta som befann sig utom riket. Förutom att pröva mål som överklagats från krigsrätterna, var krigshovrätten första instans i mål som rörde brott begångna av officerare.
År 1916 blev krigshovrätten en avdelning inom Svea hovrätt. Domstolen skulle nu bestå av krigshovrättsrådet och två militära ledamöter, en från armén och en från marinen, samt ytterligare två hovrättsråd från Svea hovrätt, varav en skulle vara krigshovrättens ordförande. I den militära rättegångslagen av den 30 juni 1948 stadgades att militära mål i fredstid skulle handläggas i allmän domstol. Krigshovrätten avskaffades därmed. Dess sista session ägde rum den 30 juni 1949 i Svea hovrätts sessionssal i Wrangelska palatset.

## Ordförande
- 1810–1812: Carl Nathanael af Klercker
- 1812–????: Fredrik Tersmeden
- 1816–1820: Georg Carl von Döbeln
- 1824–1825: Carl Pontus Gahn
- 1858–1864: Nils Gyldenstolpe (tillförordnad)
- 1864–1871: Magnus Björnstjerna
- 1872–1882: Samuel August Sandels
- 1882–1903: Sven Lagerberg
- 1903–1910: Hemming Gadd
- 1911–1915: Olof Malm
- 1916–1929: Johan Lagerbielke
- 1929–1937: Anders Renström
- 1937–1943: Henric Nordenskjöld
- 1943–1949: Arvid Johansson